# Yūki Kotani
Yūki Kotani (japanisch 小谷 祐喜 Kotani Yūki; * 27. Juli 1991 in Osakasayama, Präfektur Osaka) ist ein japanischer Fußballspieler.

## Karriere
Yūki Kotani erlernte das Fußballspielen in der Schulmannschaft der Kansai University Daiichi High School und der Universitätsmannschaft der Kansai-Universität. Seinen ersten Vertrag unterschrieb er 2014 bei Cerezo Osaka. Der Verein spielte in der höchsten japanischen Liga, der J1 League. 2015 wurde er an den Drittligisten SC Sagamihara ausgeliehen. Für den Verein absolvierte er 22 Drittligaspiele. 2016 kehrte er zum mittlerweile in der zweiten Liga spielenden Cerezo Osaka zurück. Im Juli 2016 wechselte er auf Leihbasis zum Ligakonkurrenten Roasso Kumamoto. 2017 wurde er von Roasso fest unter Vertrag genommen. Nach insgesamt 70 Ligaspielen für Kumamoto wechselte er im Januar 2021 zum Viertligisten Nara Club. Am Ende der Saison 2022 feierte er mit dem Verein die Meisterschaft und den Aufstieg in die dritte Liga.

## Erfolge
Nara Club
- Japanischer Viertligameister: 2022  ▲